# غوستافو أريباس
غوستافو أريباس هو سياسي أرجنتيني، ولد في 25 نوفمبر 1958. نشط حزبياً في اقتراح جمهوري.